# 강진읍
강진읍(康津邑)은 대한민국 전라남도 강진군에 속한 행정 구역이다.

## 개요
우두봉(420ｍ)에서 남으로 나란히 뻗은 두 능선 중 동쪽 능선 끝에 발달하여 강진만에 임한 소도읍으로 군청 소재지이다. 해남·보성·장흥과 더불어 농수산물의 집산지이자 교통상의 요지이기도 하다. 쌀과 면화, 그리고 김 양식으로 알려져 있다. 군내에는 중학교 10개 교, 고등학교 5개 교(1994년)가 있으며 병원과 의원이 17개 소, 공회당, 문화원 등이 있다.

## 행정 구역
- 동성리(東城里)
- 남성리(南城里)
- 서성리(西城里)
- 교촌리(校村里)
- 목리(牧里)
- 평동리(平洞里)
- 남포리(南浦里)
- 학명리(鶴鳴里)
- 임천리(林川里)
- 영파리(永波里)
- 덕남리(德南里)
- 송전리(松田里)
- 송덕리(松德里)
- 춘전리(春田里)
- 서산리(瑞山里)